# Armascirus akhtari
Armascirus akhtari är en spindeldjursart som beskrevs av Bashir, Afzal och Muhammad Sharif Khan 2008. Armascirus akhtari ingår i släktet Armascirus och familjen Cunaxidae. Inga underarter finns listade i Catalogue of Life.